# Epirus Trail

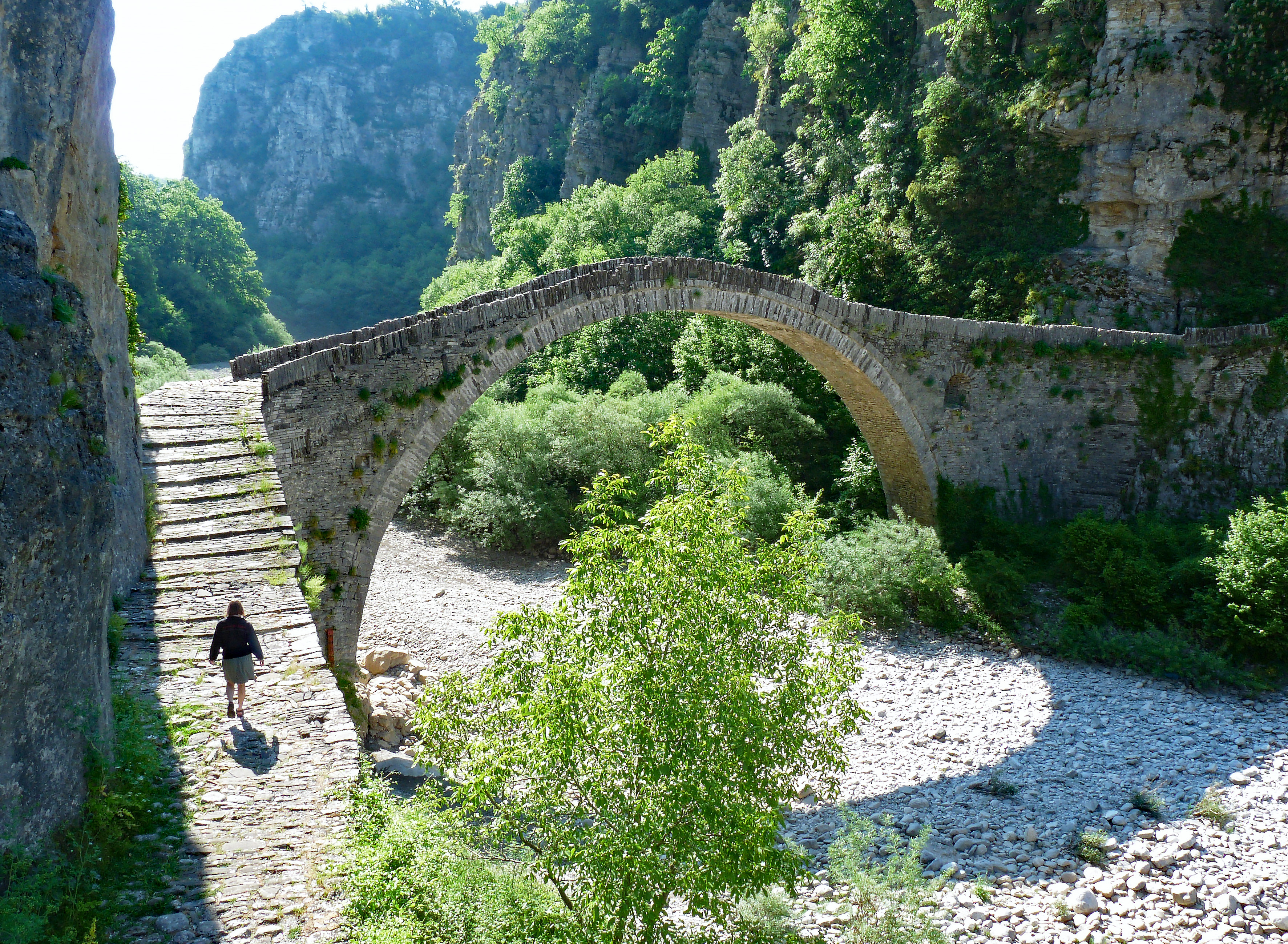

De Epirus Trail is een langeafstandswandelpad door het Pindosgebergte en Nationaal park Noord-Pindos in Griekenland. De bewegwijzerde (witte "e" op rode achtegrond) route is meer dan 300 kilometer lang. De wandelroute werd in 2015 gecreëerd door de regionale overheid van Epirus en loopt onder andere door Zagori en de Vikoskloof.
De westelijke lus loopt van Konitsa tot Metsovo (190 kilometer, 15 etappes). De oostelijke lus loopt van Konitsa via de Vikoskloof tot Metsovo (110 kilometer, 9 etappes). Het derde deel loopt van Metsovo tot Nationaal park Tzoumerka, Acheloösvallei, Agrafa en Meteora.